# Associazione Calcio Venezia 1968-1969
Questa voce raccoglie le informazioni riguardanti l'Associazione Calcio Venezia nelle competizioni ufficiali della stagione 1968-1969.

## Rosa
| N. |                   | Ruolo | Calciatore           |
| -- | ----------------- | ----- | -------------------- |
|    | Italia (bandiera) | A     | Roberto Bellinazzi   |
|    | Italia (bandiera) | A     | Candido Beretta      |
|    | Italia (bandiera) | C     | Ottorino Borsetto    |
|    | Italia (bandiera) | P     | Giovanni Bubacco     |
|    | Italia (bandiera) | C     | Vittorio Carioli     |
|    | Italia (bandiera) | C     | Antonio Chinchio     |
|    | Italia (bandiera) |       | Chiodi               |
|    | Italia (bandiera) | A     | Adriano Contestabile |
|    | Italia (bandiera) | D     | Orazio De Faveri     |
|    | Italia (bandiera) | C     | Giuseppe Del Zotto   |
|    | Italia (bandiera) | C     | Enzo Fregonese       |
|    | Italia (bandiera) | A     | Duino Gorin          |

| N. |                   | Ruolo | Calciatore           |
| -- | ----------------- | ----- | -------------------- |
|    | Italia (bandiera) | D     | Gianni Grossi        |
|    | Italia (bandiera) | C     | Gianni Inferra       |
|    | Italia (bandiera) | A     | Aldo Loppoli         |
|    | Italia (bandiera) | C     | Gastole Lupo         |
|    | Italia (bandiera) |       | Minozzi              |
|    | Italia (bandiera) | C     | Franco Nanni         |
|    | Italia (bandiera) | C     | Corrado Penzo        |
|    | Italia (bandiera) | C     | Giacomo Rigo         |
|    | Italia (bandiera) | D     | Sandro Santarello    |
|    | Italia (bandiera) | C     | Nello Scarpa         |
|    | Italia (bandiera) | D     | Bartolomeo Tarantino |
|    | Italia (bandiera) | P     | Roberto Terreni      |